# Venas puente parasagitales
Las venas puente parasagitales son una serie venas en el espacio subaracnoideo que perforan la duramadre y desembocan en los senos venosos durales. La rotura de una vena puente provoca un hematoma subdural, la carga axial de rotura de estos vasos sanguíneos está entre 0,5 y 2 N